# Liviu Librescu
Liviu Librescu (* 18. August 1930 in Ploiești, Rumänien; † 16. April 2007 in Blacksburg, Virginia) war ein aus Rumänien stammender Luftfahrtingenieur mit israelischer und US-amerikanischer Staatsbürgerschaft. Er war Professor an der Virginia Polytechnic Institute and State University.

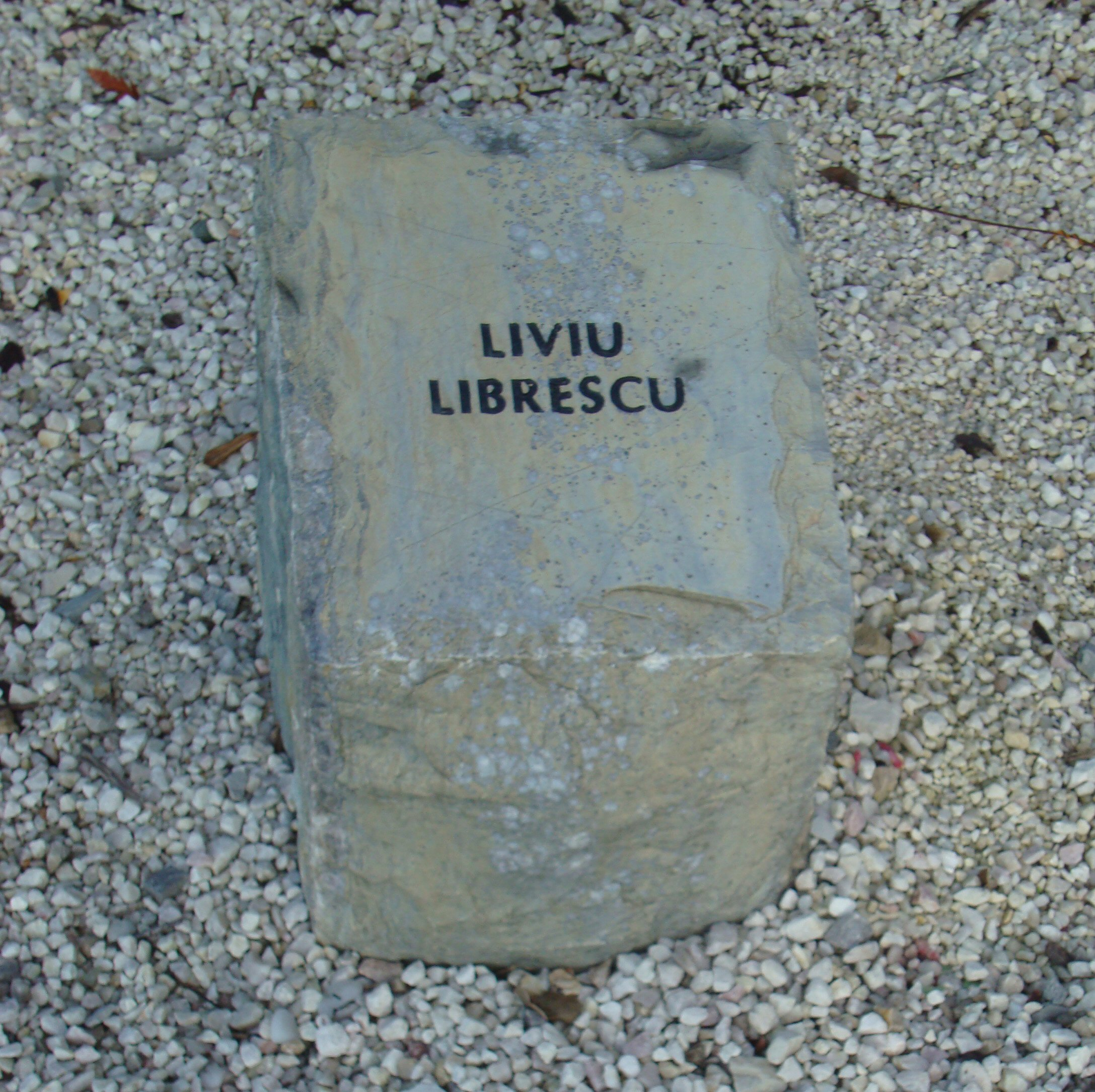
Gedenkstein für Liviu Librescu an der Virginia Tech.

Liviu Librescu lebte als Jude während des Zweiten Weltkrieges im mit Deutschland verbündeten Rumänien. Er überlebte in dieser Zeit die Deportation in ein KZ in Transnistrien und dann in ein Ghetto in Focșani. Er studierte Flugzeugbau an der Polytechnischen Universität Bukarest. 1952 beendete er sein Studium. 1969 promovierte er an der Academia de Științe din România mit einer Arbeit zur Strömungslehre. Zwischen 1953 und 1975 arbeitete er an verschiedenen Instituten der rumänischen Akademie der Wissenschaften. Bei der Ausübung seiner Religion wurde Librescu in Rumänien behindert, so dass er und seine Ehefrau 1978 nach Israel auswanderten. 1986 gingen sie zunächst für ein Sabbatjahr in die USA, blieben danach jedoch dauerhaft im Land. Später erhielt Librescu die US-Staatsbürgerschaft und lehrte als Professor am Virginia Polytechnic Institute and State University. Während des Amoklaufs an der Virginia Tech am 16. April 2007 stellte er sich dem Amokläufer, dem 23-jährigen Studenten Cho Seung-Hui, entgegen und wurde von diesem getötet. Damit rettete er jedoch vielen Studenten das Leben, die in der Zwischenzeit fliehen konnten.
Librescu wurde postum in seiner früheren Heimat geehrt. Seitens des rumänischen Staatspräsidenten Traian Băsescu wurde ihm für sein Lebenswerk sowie sein Verhalten während des Attentates das Großkreuz des Sterns von Rumänien, der den höchsten Staatsorden Rumäniens darstellt, zuerkannt.

## Schriften
- Elastostatics and Kinetics of Anisotropic and Heterogeneous Shell-Type Structures. Springer, Berlin 1975 (Mechanics of Elastic Stability, Bd. 2) ISBN 90-286-0035-3.